# Gibson Victory

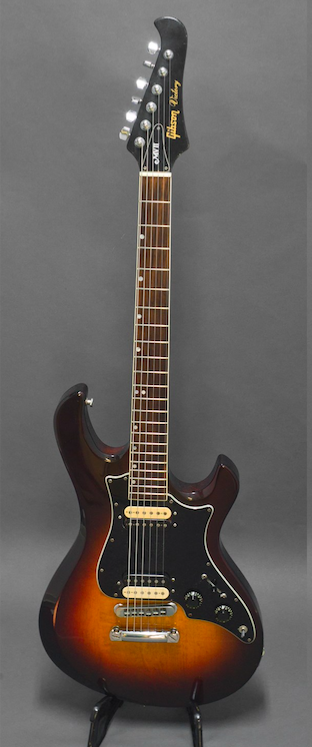
Gibson Victory MV-II

La gamma delle chitarre Gibson Victory fu realizzata da Gibson Guitar Corporation tra il 1981 e il 1984. Tali strumenti furono prodotti in soli due modelli: Gibson Victory MV2 (o MV-II) "progettata principalmente per musicisti country esigenti"e la Gibson Victory MV10 (o MV-X) che "produce una miriade separata e distinta di timbri per chitarra elettrica, sonorità che riempiono tutti i bisogni e le esigenze del chitarrista professionista "

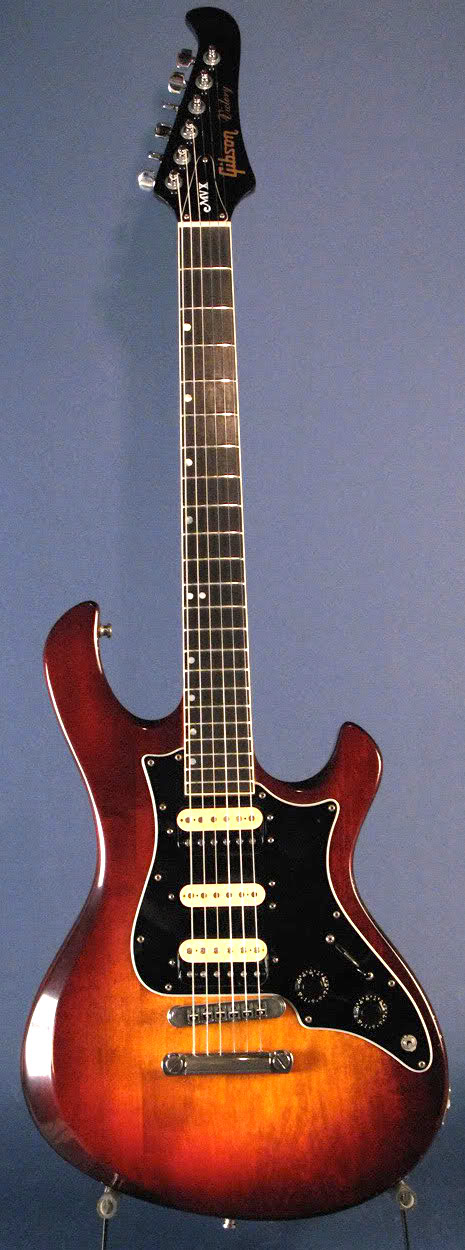
Gibson Victory MV-X

MV è l'acronimo di multi voice (più voci), e fa riferimento alle diverse sfumature timbriche che è possibile ottenere da tali strumenti. Questi furono creati dal team di ricerca e sviluppo Gibson a Kalamazoo, nel Michigan Usa : il progetto del corpo della chitarra fu realizzato da Chuck Burge mentre l'elettronica multi-voce da Tim Shaw. Sulle chitarre Victory furono introdotte alcune interessanti innovazioni: La forma del body e del top asimmetrico rivoluzionari rispetto a tutta la precedente produzione Gibson, un ponte top adjust Tune-O-Matic di diversa concezione rispetto al passato con inserti intercambiabili di nylon o ottone, e pickup diversificati ed appositamente progettati per questa serie. I primi esemplari di chitarre Victory furono realizzati presso lo stabilimento di Kalamazoo, ma entro la fine del 1981 la produzione fu trasferita nella sede Gibson di Nashville. La serie Victory prevedeva anche tre modell di bassi elettrici: artist, custom e standard. Questi a differenza delle chitarre, rimasero in produzione fino al 1986.
La serie Victory nacque in seguito alla necessità da parte di Gibson di rivolgersi ad un mercato più grande ed era orientata ad ampliare le sfumature timbriche dei pickup humbucker, tipicamente alloggiati sulle chitarre Gibson. Tale ricerca era finalizzata ad ottenere dallo stesso strumento, sia suoni simili alla diretta concorrente Fender sia suoni fedeli alla sua tradizione. Il modello MV II (MV2) infatti prevedeva la possibilità di avvicinarsi ai suoni tipici delle Fender telecaster, mentre il modello MV-X(MV10) aspirava a replicare i suoni dei single coil alloggiati sulle chitarre Fender Stratocaster, oltre ovviamente ai classici suoni caldi e più spinti degli humbucker di casa Gibson. Il tentativo di progettare strumenti di più ampio respiro timbrico erano stati già effettuati sulle chitarre Gibson Marauder e Gibson S-1 sei anni prima, ma con una forma del corpo della chitarra più simile allo stile Gibson.
Le Victory MV-II e la MV-X rimasero nel listino Gibson fino al gennaio del 1984, mentre la serie di bassi Gibson Victory Standard e Artist fino al 1986.

## Le caratteristiche comuni ad entrambi i modelli
- design asimmetrico del body.
- larghezza al capotasto di 42,86 mm e di 50,8 mm al dodicesimo tasto.
- lunghezza del diapason di 24,75 pollici (scala Les Paul).
- manico incollato.
- corpo solido e manico in tre strati di acero.
- raggio di curvatura della tastiera di 12 pollici.
- segnatasti circolari fuori asse.
- Binding bianco sul manico di .040 pollici.

- Il design della paletta richiama quello della Gibson Firebird ma di fatto è più piccola ed ha una inclinazione di quattordici gradi per una maggiore pressione al capotasto.
- selettore coil tap a due posizioni per selezionare voicing dell'humbucker o delle bobine singole.
- doppio cutaway asimmetrico.
- master volume e controllo tono.
- meccaniche gibson deluxe cromate.

## Caratteristiche esclusive del modello MV-X
- tastiera in ebano madagascar
- selettore a 5 posizioni
- finiture: antique cherry burst, candy apple red, twilight blue.

- pickups in configurazione H-S-H con le seguenti caratteristiche:

"Magna Plus": pickup al manico humbucking con una bobina a poli magnetici ed una ad espansioni polari.
"Super Stack": pickup humbucking (esteticamente un single coil) completamente a poli magnetici, con disposizione delle bobine "sopra e sotto" separate da una placca ferrosa".
"Magna Plus B": pickup al ponte come sopra, ma con circa un 35% in più di avvolgimenti per bobina e bobine più alte circa del 20%.

## Caratteristiche esclusive del modello MV-II
- tastiera in palissandro indiano.
- selettore a tre posizioni.
- finiture: candy apple red, antique fireburst
- pickups in configurazione H-H con le seguenti caratteristiche:

"velvet brick": pickup al manico.
"Magna II": pickup al ponte.